# غريغ كرافت
غريغ كرافت (بالإنجليزية: Greg Kraft)‏ هو لاعب غولف أمريكي، ولد في 4 أبريل 1964 في ديترويت في الولايات المتحدة.

## وصلات خارجية
- غريغ كرافت على موقع رابطة لاعبي الغولف المحترفين (الإنجليزية)
- غريغ كرافت على موقع رابطة اليابان للاعبي الغولف المحترفين (الإنجليزية)
- غريغ كرافت على موقع التصنيف العالمي الرسمي للغولف (الإنجليزية)